# Prix Lodestar du meilleur livre pour jeunes adultes
Le prix Lodestar du meilleur livre pour jeunes adultes (Lodestar Award for Best Young Adult Book) est un prix littéraire américain décerné chaque année depuis 2018 au meilleur livre de science-fiction ou de fantasy destiné à un public de jeunes adultes. Il récompense les œuvres publiées pendant l'année calendaire précédente.
Le nom de ce prix a été ainsi choisi car l'étoile polaire (traduction française du mot « lodestar ») est « une étoile qui guide ou conduit, en particulier en navigation, là où elle est la seule source de lumière fiable – l'étoile qui conduit à la sécurité ceux qui se trouvent dans des eaux inconnues ». Le processus de nomination et de sélection est administré par la World Science Fiction Society (WSFS) représentée par l'actuel comité de la Worldcon ; le prix est remis lors de la cérémonie de remise des prix Hugo, bien qu'il ne s'agisse pas en soi d'un prix Hugo.
Sa création est annoncée en 2017 et son nom en 2018. Dès lors, pour sa première remise en 2018, il portait le nom de prix de la World Science Fiction Society du meilleur livre pour jeunes adultes.

## Palmarès
Les gagnants sont cités en premier, suivis par les autres œuvres nommées.

### Années 2010

#### 2018
Akata Warrior (Akata Warrior) par Nnedi Okorafor
- Summer in Orcus par T. Kingfisher
- In Other Lands par Sarah Rees Brennan
- La Voix des ombres (A Skinful of Shadows) par Frances Hardinge
- The Art of Starving par Sam J. Miller
- La Belle Sauvage (La Belle Sauvage) par Philip Pullman

#### 2019
De sang et de rage (Children of Blood and Bone) par Tomi Adeyemi
- Dread Nation par Justina Ireland
- Tess of the Road par Rachel Hartman (en)
- Le Prince cruel (The Cruel Prince) par Holly Black
- The Invasion par Peadar O'Guilin
- Les Belles (The Belles) par Dhonielle Clayton

### Années 2020
| Sommaire : | - Haut - 2020 - 2021 - 2022 - 2023 - 2024 - 2025 |

#### 2020
Catfishing on CatNet par Naomi Kritzer (en)
- Minor Mage par T. Kingfisher
- Dragon Pearl par Yoon Ha Lee
- Riverland par Fran Wilde (en)
- La Lumière des profondeurs (Deeplight) par Frances Hardinge
- Le Roi maléfique (The Wicked King) par Holly Black

#### 2021
Guide pratique pour boulangère magique (A Wizard’s Guide to Defensive Baking) par T. Kingfisher
- Éducation meurtrière (A Deadly Education) par Naomi Novik
- Elatsoe par Darcie Little Badger
- Légendes-vives (Legendborn) par Tracy Deonn (en)
- Cemetery Boys (Cemetery Boys) par Aiden Thomas (en)
- La Vengeance de la dame (Raybearer) par Jordan Ifueko (en)

#### 2022
Promotion funeste (The Last Graduate) par Naomi Novik
- Iron Widow (Iron Widow) par Xiran Jay Zhao
- Chaos on CatNet par Naomi Kritzer (en)
- Victories Greater Than Death par Charlie Jane Anders
- A Snake Falls to Earth par Darcie Little Badger
- L'Impératrice maudite (Redemptor) par Jordan Ifueko (en)

#### 2023
Akata Woman (Akata Woman) par Nnedi Okorafor
- Les Enclaves dorées (The Golden Enclaves) par Naomi Novik
- Dreams Bigger Than Heartbreak par Charlie Jane Anders
- In the Serpent’s Wake par Rachel Hartman (en)
- Osmo Unknown and the Eightpenny Woods par Catherynne M. Valente
- Bloodmarked par Tracy Deonn (en)

#### 2024
To Shape a Dragon’s Breath par Moniquill Blackgoose
- Liberty’s Daughter par Naomi Kritzer (en)
- The Sinister Booksellers of Bath par Garth Nix
- Tisseurs de sorts (Unraveller) par Frances Hardinge
- Abeni’s Song par P. Djèlí Clark
- Promises Stronger than Darkness par Charlie Jane Anders

#### 2025
Sheine Lende par Darcie Little Badger
- The Feast Makers par H. A. Clarke
- So Let Them Burn par Kamilah Cole
- The Maid and the Crocodile par Jordan Ifueko (en)
- Moonstorm par Yoon Ha Lee
- Heavenly Tyrant (Heavenly Tyrant) par Xiran Jay Zhao